# Клименко, Михаил Гаврилович
Михаил Гаврилович Клименко (1906—1991) — советский лётчик штурмовой и истребительной авиации ВВС ВМФ в годы Великой Отечественной войны, Герой Советского Союза (14.06.1942). Майор (7.01.1944).

## Биография
Клименко родился 23 октября 1906 года на хуторе Пятибратский (ныне — Курманаевский район Оренбургской области). После окончания начальной школы работал в отцовском хозяйстве.
В октябре 1928 года призван на срочную службу в Рабоче-крестьянскую Красную Армию. Проходил службу в подразделениях обеспечения учебной и лётной работы 1-й военной школы лётчиков имени Мясникова. Выразил желание самому стать лётчиком и в октябре 1929 года направлен на учёбу. В мае 1930 года окончил Ленинградскую военно-теоретическую школу лётчиков ВВС РККА, а в ноябре того же года — 11-ю военную авиационную школу пилотов в Луганске. Но после окончания авиационной школы был уволен в запас.
С 1930 года работал лётчиком-инструктором 1-й Краснознамённой школы имени П. И. Баранова Главного управления Гражданского воздушного флота в городе Батайске Ростовской области.
Сразу после начала Великой Отечественной войны в июне 1941 года М. Г. Клименко повторно был призван на военную службу, но теперь его направили в морскую авиацию. Около месяца он являлся слушателем-пилотом 1-го запасного авиаполка ВМФ, после окончания курса переобучения в котором в июле 1941 года направлен в действующую армию.
Сражался в Великой Отечественной войне с июля 1941 года в рядах 57-го бомбардировочного авиаполка 8-й бомбардировочной авиабригады ВВС Балтийского флота пилотом, а уже в октябре 1941 года стал командиром звена. В 1941 году действовал в составе авиагруппы Береговой обороны Балтийского района с острова Сааремаа. В самые трудные месяцы первого года войны проявил себя лётчиком исключительной храбрости, за что трижды представлялся к государственным наградам, но по разным причинам награждён не был.
К концу 1941 года командир звена 57 бап ВВС КБФ старший лейтенант Михаил Клименко совершил 52 боевых вылета на штурмовку скоплений боевой техники и живой силы противника, нанеся тому большие потери. В результате его действий в составе группы было уничтожено 34 танка, 30 орудий зенитной артиллерии, 12 бронемашин, 103 автомашины, потоплена немецкая подводная лодка.
Указом Президиума Верховного Совета СССР «О присвоении звания Героя Советского Союза начальствующему составу Военно-морского флота» от 14 июня 1942 года за «образцовое выполнение боевых заданий командования на фронте борьбы с немецкими захватчиками и проявленные при этом отвагу и геройство» старшему лейтенанту Клименко Михаилу Гавриловичу присвоено звание Героя Советского Союза с вручением ордена Ленина и медали «Золотая Звезда» за номером 652.
В 1942 или в 1943 году окончил Курсы усовершенствования начальствующего состава ВВС ВМФ. Продолжал воевать в том же полку, в августе 1942 года стал заместителем командира эскадрильи, а в октябре 1942 года — её командиром. Приказом Наркома ВМФ № 79 от 1 марта 1943 года за мужество и героизм, проявленные в боях со врагом, полк получил гвардейское звание и был переименован в 7-й гвардейский штурмовой авиационный полк ВВС Балтийского флота, в чём была большая заслуга и Михаила Клименко как одного из лучших лётчиков полка. А в сентябре 1943 года он стал заместителем командира 7 гшап ВВС КБФ по лётной подготовке и воздушному бою. Всё это время продолжал много летать ведущим группы на боевые задания, его боевой счет неуклонно рос. Участвовал в бою по разгрому немецкого десанта на остров Сухо, в прорыве блокады Ленинграда и в Ленинградско-Новгородской наступательной операции.
В феврале 1944 года направлен на учёбу и в июле того же года окончил Высшие офицерские курсы ВВС ВМФ. По их окончании получил назначение помощником командира по лётной подготовке и воздушному бою 3–го гвардейского истребительного авиаполка ВВС Балтийского флота. С сентября 1944 года — помощник командира по лётной подготовке и воздушному бою 12–го истребительного авиаполка ВВС Балтийского флота. Освоил истребитель Як-9М.
К 9 мая 1945 года М. Г. Клименко совершил 250 боевых вылетов, в которых в группе он повредил и уничтожил 26 различных кораблей, 13 самолётов на аэродромах, 70 танков, 55 орудий, много другой техники и войск противника.
После войны служил в прежней должности. В феврале 1946 года майор М. Г. Клименко уволен в запас.
Проживал в Ульяновске, работал в Гражданской авиации СССР. С 1946 года — в Школе высшей лётной подготовки ГВФ: командир корабля-инструктор, командир учебного звена, командир авиаотряда. В 1954 году окончил Курсы усовершенствования командного состава при Ленинградской школе Гражданского воздушного флота. С января 1954 по январь 1955 года был командиром 21-го учебно-тренировочного отряда Московского управления ГВФ. Освоил самолёты Ил-12, Ил-14, Ил-18. Затем был руководителем полётов Ульяновского аэропорта и руководителем полётов Школы высшей лётной подготовки ГВФ в Ульяновске. На пенсии с 1982 года.
Скончался 18 ноября 1991 года, похоронен на Северном кладбище Ульяновска.

## Награды
- Герой Советского Союза (14.06.1942)
- Орден Ленина (14.06.1942)
- Два ордена Красного Знамени (18.04.1942, 20.11.1943)
- Два ордена Отечественной войны 1-й степени (13.01.1943, 11.03.1985)
- Медаль «За оборону Ленинграда» (1943)
- Ряд других медалей СССР[4]

## Память
- На территории Ульяновского института Гражданской авиации имени Б. П. Бугаева установлен памятный знак в честь М. Г. Клименко.
- Памятная доска установлена на мемориале Героям Советского Союза в Ульяновске.
- Имя высечено на гранитной плите на аллее «Память в граните», открытой в честь бузулучан – двадцати двух Героев Советского Союза и пяти полных кавалеров ордена Славы, 7 мая 2010 года.